# سوني بي إم جي
سوني بي ام جي (بالإنجليزية: Sony BMG)‏ هي شركة تسجيلات موسيقية تأسست ما بين 2004 و2008 مناصفة ما بين سوني ميوزيك وبرتلزمان قبل ان تشتريها شركة سوني للترفيه أمريكا لتصبح سوني للترفيه الموسيقي.